# Equipe samarinesa na Copa Davis
A equipe samarinesa na Copa Davis representa San Marino na Copa Davis, principal competição de tênis masculina por equipes do mundo. É administrada pela San Marino Tennis Federation.